# ۱۳۷۸ (خورشیدی)
سال ۱۳۷۸ هجری خورشیدی، سالی عادی است.

## رویدادها

### اردیبهشت
- انتشار آلبوم دهاتی، شادمهر عقیلی که از آن به عنوان پرفروش‌ترین آلبوم پس از انقلاب یاد می شود.

### تیر
- ۱۸ تیر - حادثه کوی دانشگاه تهران
- وقایع ۱۸ تیر ۱۳۷۸.

### آذر
- انتشار آلبوم مشق سکوت، شادمهر عقیلی.

### دی
- انتشار آلبوم نغمه های شرقی، شادمهر عقیلی.

### اسفند
- ۲۲ اسفند - ترور سعید حجاریان.

## زادروزها

### فروردین
- ۱ فروردین - سارا بهمنیار، کاراته‌کا
- ۵ فروردین - حمیدرضا طاهرخانی، فوتبالیست
- ۶ فروردین - ایمان اکبری، فوتبالیست
- ۱۱ فروردین - محمدرضا حضرت‌پور، والیبالیست
- ۱۲ فروردین - شقایق نوری‌زاده، فوتبالیست
- ۱۵ فروردین - محمدنبی رضایی، قایقران
- ۱۷ فروردین - عارف حاجی‌عیدی، فوتبالیست
- ۳۱ فروردین - محدثه مشتاقی، والیبالیست

### اردیبهشت
- ۱۲ اردیبهشت - مهدی رحیمی، فوتبالیست
- ۱۵ اردیبهشت - مرضیه پرورش‌نیا، عضو تیم ملی تراپ ایران

### خرداد
- ۴ خرداد - علی زند، کاراته‌کا
- ۶ خرداد - مرتضی شریفی، والیبالیست
- ۹ خرداد - نگار مقدم، بازیگر

### تیر
- ۱۷ تیر - زهرا شیدایی، تکنواندکار
- ۱۸ تیر - پارسا جعفری، فوتبالیست

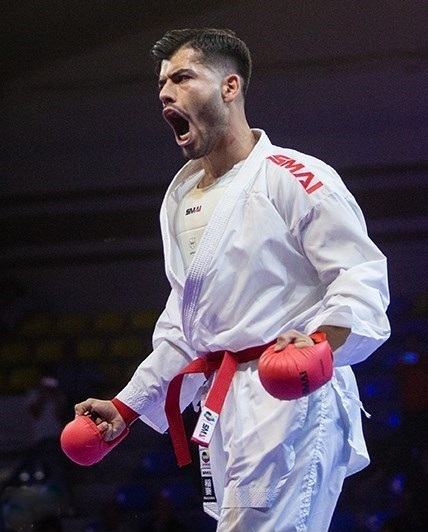
امیرحسین فداکار

- ۲۵ تیر - امیرحسین فداکار، کاراته‌کا

### مرداد
- ۲۰ مرداد - سینا شاه‌عباسی، بازیکن فوتبال

### شهریور
- ۳ شهریور - امیر طاهر، فوتبالیست
- ۵ شهریور - وحید جدی، جودوکار

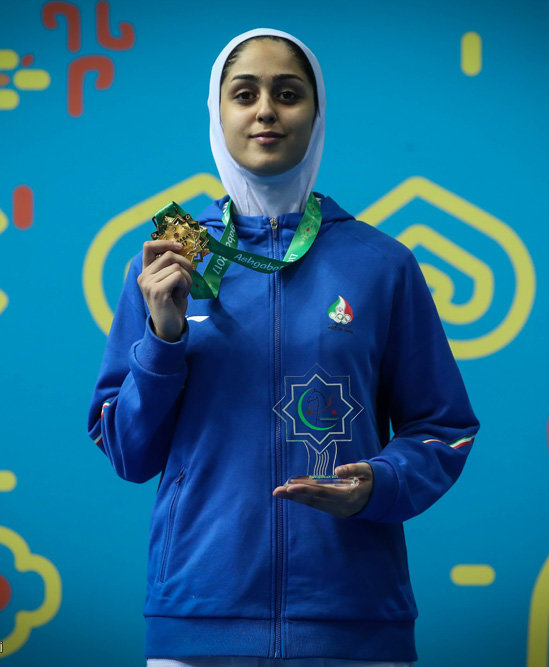
پریسا جوادی

- ۱۳ شهریور - پریسا جوادی، تکواندوکار
- ۱۶ شهریور - محمد خدابنده‌لو، فوتبالیست

### مهر
- ۱ مهر - مهدی پیرجهان، دونده

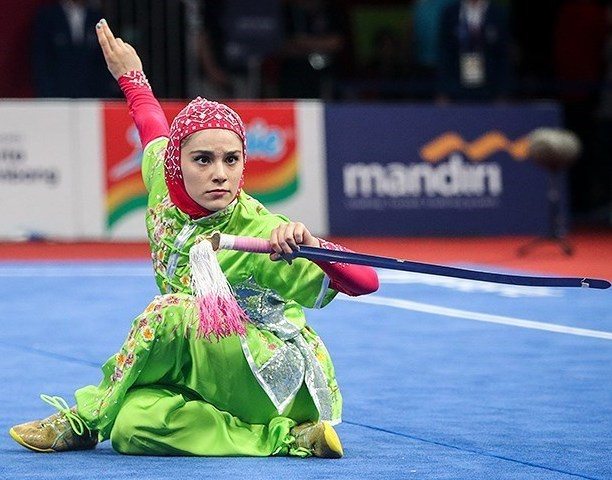
زهرا کیانی

- ۴ مهر - زهرا کیانی، ووشوکار و تالوکار

### آبان

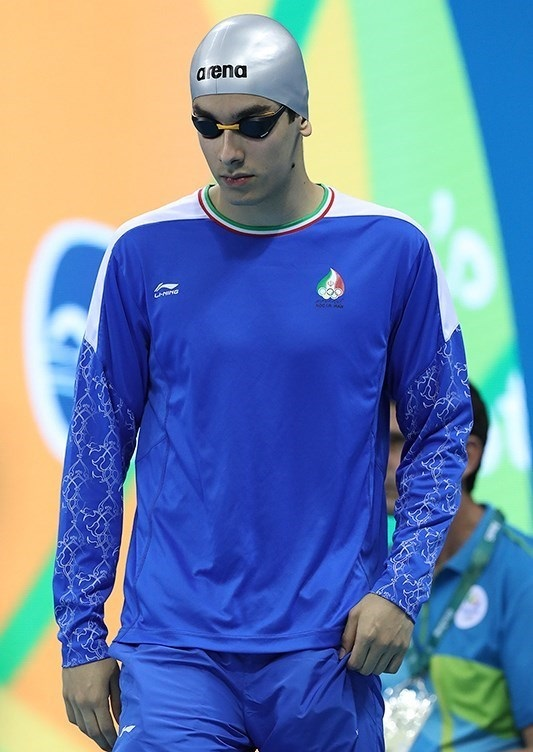
آریا نسیمی‌شاد

- ۱۶ آبان - آریا نسیمی‌شاد، شناگر
- ۱۹ آبان - پویا دادمرز، کشتی‌گیر

### آذر

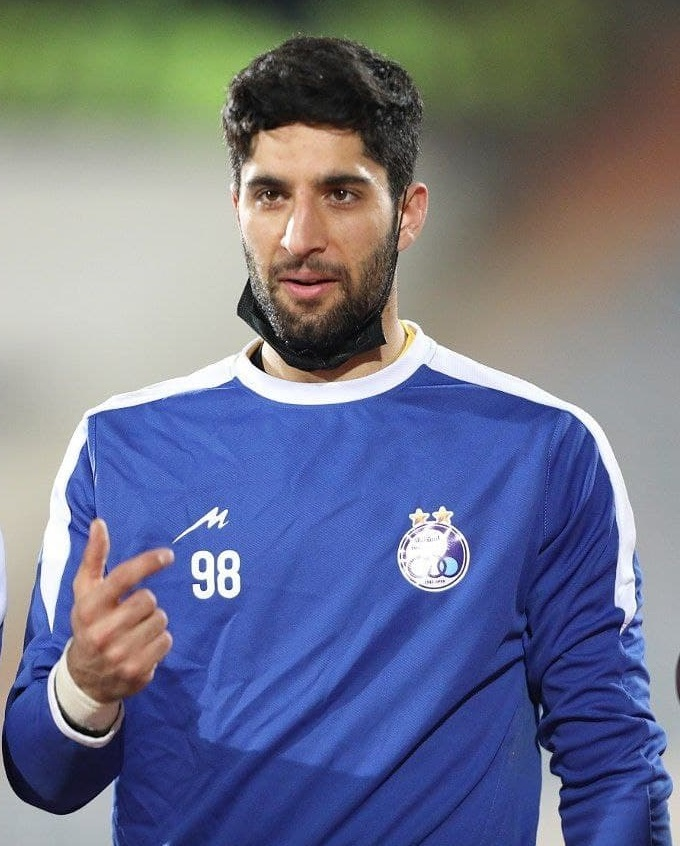
علیرضا رضایی

- ۱۲ آذر - محمدجواد آزاده، فوتبالیست
- ۱۵ آذر - جواد آقایی‌پور، فوتبالیست
- ۱۶ آذر - محمدرضا آزادی، فوتبالیست
- ۲۰ آذر - علیرضا رضایی، فوتبالیست

### دی
- ۶ دی - ملیکا بلالی، کشتی‌گیر
- ۱۶ دی - نگین رسولی‌پور، بسکتبالیست
- ۲۳ دی - معراج اسماعیلی، فوتبالیست

### بهمن
- ۴ بهمن - محمدرضا غبیشاوی، فوتبالیست
- ۵ بهمن - امیرحسین اسماعیل‌زاده، فوتبالیست
- ۷ بهمن - سبحان خاقانی، فوتبالیست
- ۸ بهمن - حسین خطیر، فوتبالیست
- ۱۵ بهمن - محمود صالحی، فوتبالیست
- ۱۵ بهمن - محمد سلطانی‌مهر، فوتبالیست
- ۲۱ بهمن - یارا شهیدی، بازیگر ایرانی-آمریکایی
- ۲۱ بهمن - محمدمهدی محبی، فوتبالیست
- ۲۴ بهمن - علی غلام‌زاده، فوتبالیست
- ۲۶ بهمن - علیرضا کوشکی، فوتبالیست

### اسفند
- ۱۳ اسفند - طاها شریعتی، فوتبالیست
- ۱۷ اسفند - محمدحسین فلاح، فوتبالیست
- ۲۱ اسفند - محمد عمری، فوتبالیست
- ۲۸ اسفند - دانیال شه‌بخش، بوکسور

## درگذشت‌ها

### بهار
فروردین

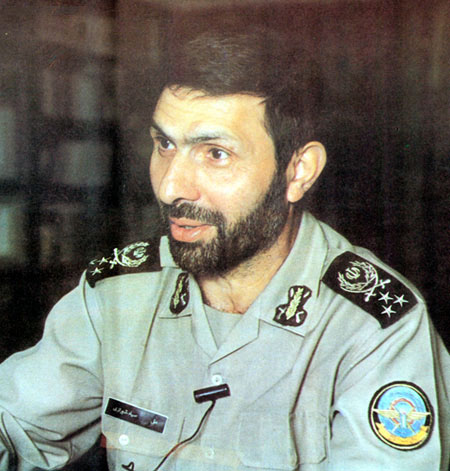
علی صیاد شیرازی

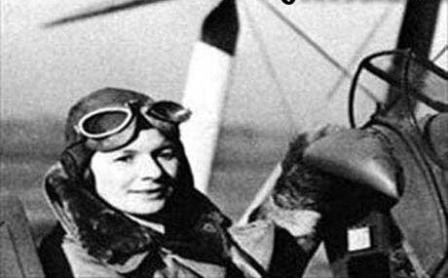
عفت تجارت‌چی

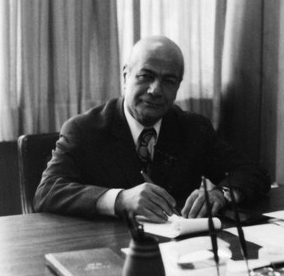
ذبیح‌الله صفا

سعید امامی

محمدحسن لطفی تبریزی

- ۱۴ فروردین - احمد آرام، مترجم و نویسنده (زاده ۱۲۸۳)
- ۱۹ فروردین - عفت تجارت‌چی، اولین خلبان زن ایرانی (زاده ۱۲۹۶)
- ۲۱ فروردین - امیر سپهبد علی صیاد شیرازی، فرمانده نیروی زمینی ارتش جمهوری اسلامی ایران {ترور} (زادهٔ ۱۳۲۳)
- ۲۴ فروردین - داریوش کوشان، کارگردان (زاده ۱۳۳۰)

اردیبهشت
- اردیبهشت - محمدحسن لطفی تبریزی، نویسنده و مترجم، مترجم آثار افلاطون و برخی از آثار ارسطو به فارسی (زاده ۱۲۹۸)
- ۷ اردیبهشت - غلامعلی رعدی آذرخشی، شاعر (زادهٔ ۱۲۸۸)
- ۸ اردیبهشت - احمد نجیب‌زاده، فیلمنامه‌نویس و کارگردان (زاده ۱۳۱۹)
- ۱۵ اردیبهشت - نصرالله خادم، بنیان‌گذار سازمان زمین‌شناسی و اکتشافات معدنی کشور (زاده ۱۲۸۹)

خرداد
- ۲ خرداد - مرتضی راوندی، تاریخ‌نویس و هنرپیشه (زادهٔ ۱۳۰۹)
- ۱۲ خرداد - ملکه ملک‌زاده بیانی، باستان‌شناس و سکه‌شناس (زاده ۱۲۸۹)
- ۲۰ خرداد - ذبیح‌الله صفا، پژوهشگر و نویسنده (زادهٔ ۱۲۹۰)
- ۲۰ خرداد - سعید امامی، از مأمورین بلندپایه وزارت اطلاعات جمهوری اسلامی ایران و عامل اصلی قتل‌های زنجیره‌ای ایران (زادهٔ ۱۳۳۶)
- ۲۰ خرداد - عبدالله توکل، مترجم (زادهٔ ۱۳۰۳)
- ۲۰ خرداد - مهدی تاکستانی، موسیقیدان (زادهٔ ۱۳۰۴)

### تابستان
تیر

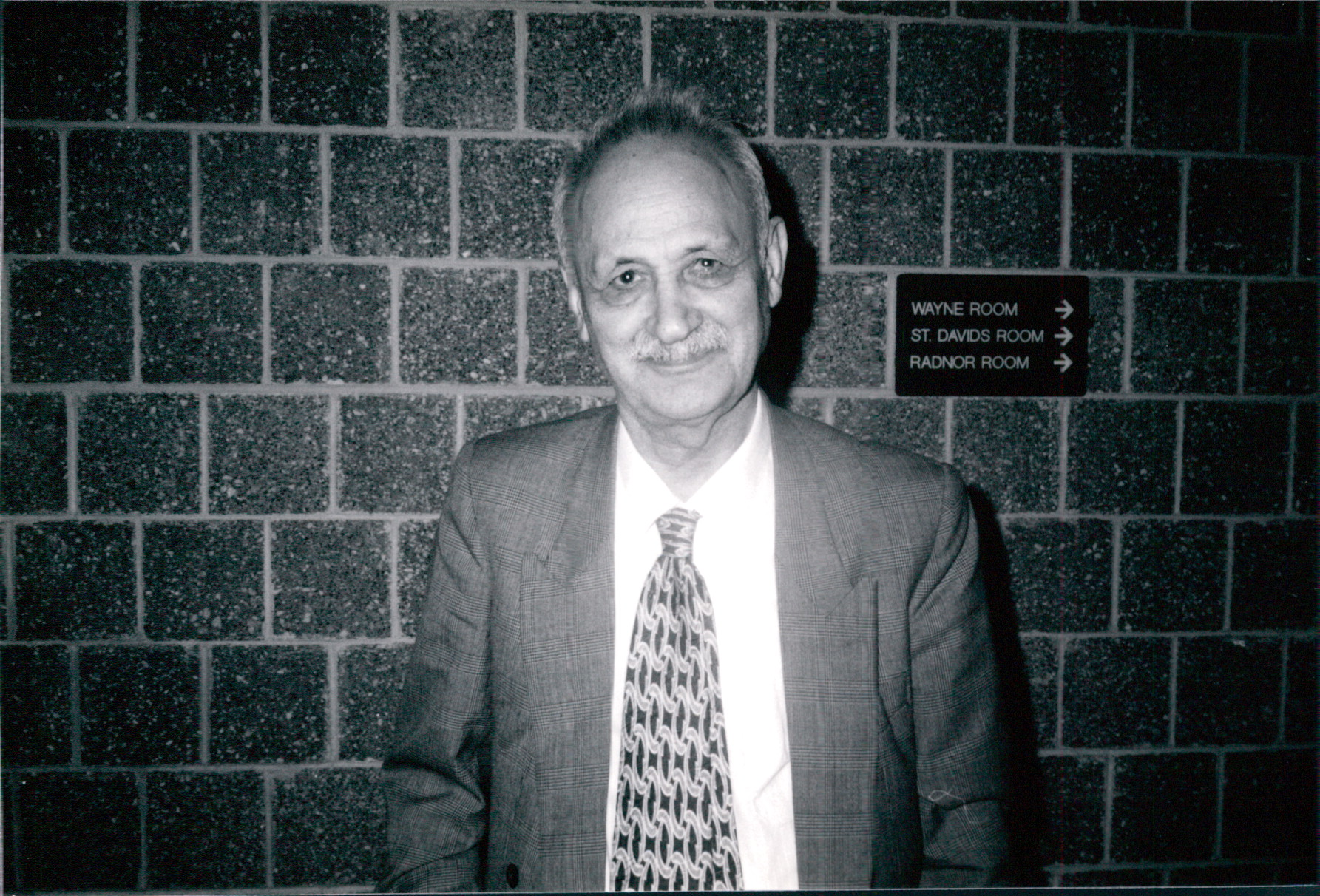
عبدالحسین زرین‌کوب

مهدی حائری یزدی

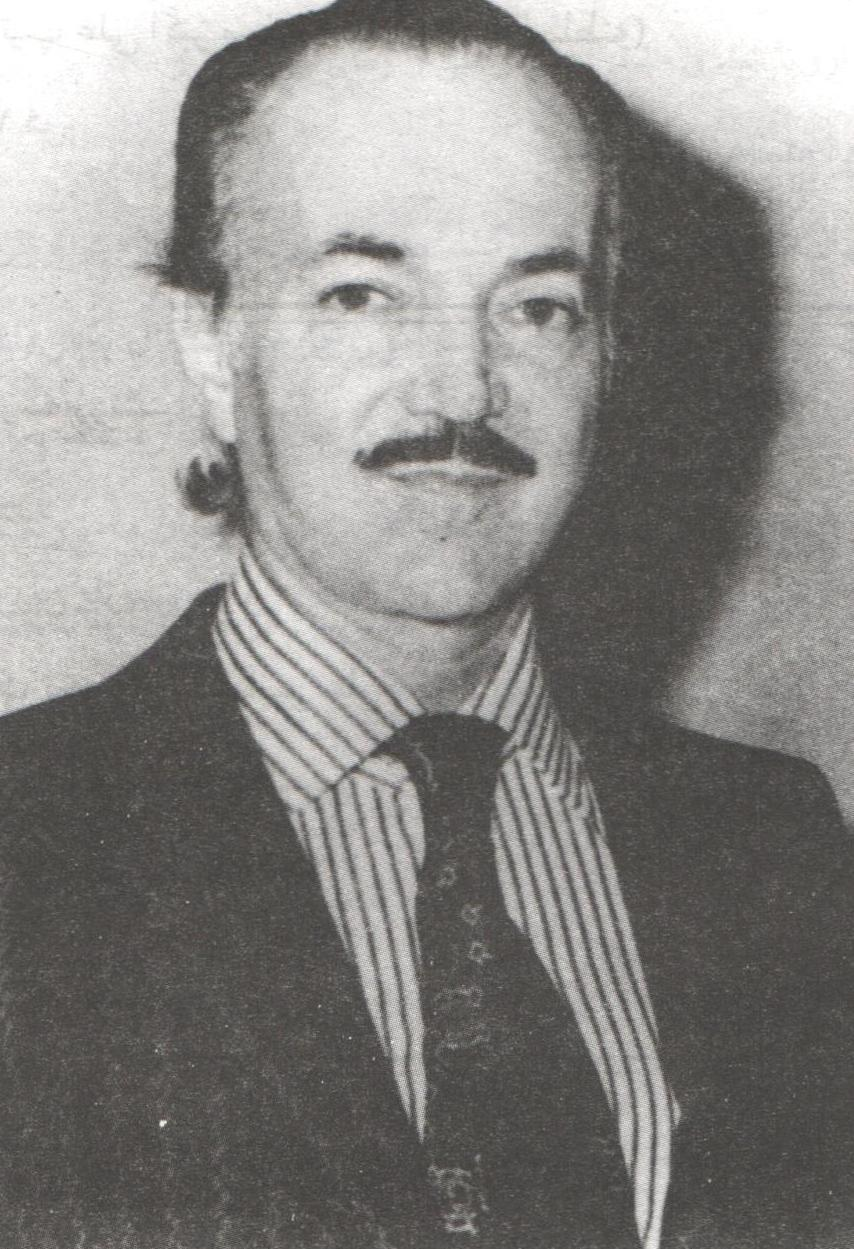
امیرخسرو افشار قاسملو

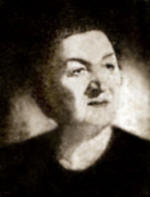
برسابه هوسپیان

- تیر - برسابه هوسپیان، کارآفرین و مدرسه‌ساز ایرانی ارمنی‌تبار (زاده ۱۲۸۵)
- تیر - امیرخسرو افشار قاسملو، وزیر امور خارجه ایران در دولت جعفر شریف‌امامی و غلامرضا ازهاری (زاده ۱۲۹۸)
- ۶ تیر - گارگین ساروخانیان، پزشک ایرانی ارمنی‌تبار (زاده ۱۳۰۲)
- ۱۸ تیر - عزت‌الله ابراهیم‌نژاد، کشته شده در وقایع حمله به کوی دانشگاه تهران (زاده ؟)
- ۱۸ تیر - فرشته علیزاده، کشته شده در وقایع حمله به کوی دانشگاه تهران (زاده ؟)
- ۱۸ تیر - تامی حامی‌فر، کشته شده در وقایع حمله به کوی دانشگاه تهران (زاده ؟)
- ۱۸ تیر - آیت‌الله مهدی حائری یزدی، فیلسوف و فقیه شیعه و اولین سفیر ایران در آمریکا پس از انقلاب (زاده ۱۳۰۲)
- ۲۵ تیر - حمید نطقی، نویسنده، مؤلف، شاعر (زاده ۱۲۹۹)

مرداد
- مرداد - مهدی روشن‌ضمیر، نویسنده و پژوهشگر (زاده ۱۲۹۸)
- مرداد - علی صفائی حائری، عارف، نویسنده و مجتهد شیعی (زاده ۱۳۳۰)
- ۸ مرداد - جلال‌الدین مجتبوی، فیلسوف (زاده ۱۳۰۷)
- ۱۵ مرداد - پرویز شاپور، نویسنده و طنزپرداز و همسر فروغ فرخزاد (زاده ۱۳۰۲)
- ۱۸ مرداد - میرزا رحیم سامت، فقیه و عالم (زاده ۱۲۸۱)

شهریور
- ۳ شهریور - علی قهاری، مجسمه‌ساز (زاده ۱۳۰۵)
- ۲۴ شهریور - عبدالحسین زرین کوب، عارف، ادیب، تاریخ‌نگار، نویسنده، منتقد ادبی و مترجم (زادهٔ ۱۳۰۱)
- ۲۵ شهریور - عبدالله توکل، مترجم (زاده ۱۳۰۳)

### پاییز
مهر

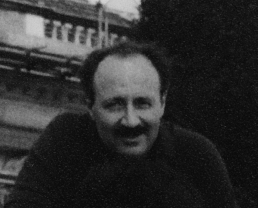
نورالدین کیانوری

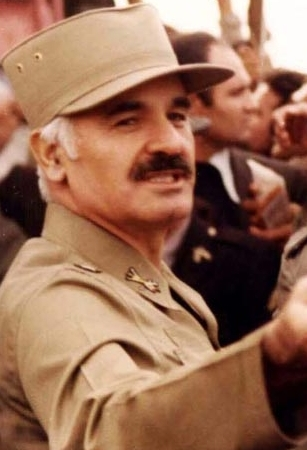
قاسمعلی ظهیرنژاد

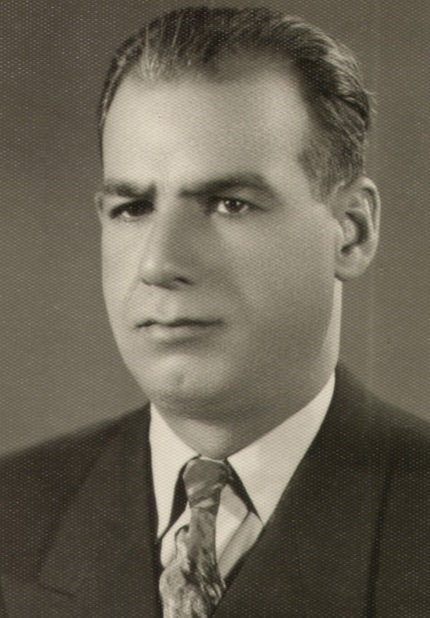
حسین مکی

جلیل ضیاءپور

- مهر - مهین‌دخت صدیقیان، پژوهشگر و استاد زبان و ادب فارسی (زاده ۱۳۱۴)
- ۱۳ مهر - روح‌الله امامی، تدوینگر (زادهٔ ۱۳۱۹)
- ۱۳ مهر - پهلوان یعقوبعلی شورورزی، کشتی‌گیر (زاده ۱۳۰۲)
- ۲۱ مهر - هادی روحانی، امام جمعه بابل (زاده ۱۳۰۲)
- ۲۱ مهر - تیمسار سرلشکر قاسمعلی ظهیرنژاد، نظامی ایرانی و رئیس گروه مشاوران نظامی فرمانده کل قوا (زاده ۱۳۰۳)

آبان
- آبان - فرزین (خواننده)، خواننده (زاده ۱۳۳۱)
- آبان - امیراعلم غضنفریان، دانشمند (زاده ۱۳۵۰)
- ۴ آبان - نورالدین کیانوری، از اعضای حزب توده (زادهٔ ۱۲۹۴)
- ۴ آبان - منصور صارمی، موسیقیدان (زاده ۱۳۱۳)
- ۲۱ آبان - جهانگیر پارساخو، روزنامه‌نگار و طراح جدول در مطبوعات ایران (زاده ۱۳۱۳)

آذر
- ۴ آذر - هرمز وحید، گرافیست (زاده ۱۳۰۷)
- ۶ آذر - جعفر شهری، نویسنده (زادهٔ ۱۲۹۳)
- ۱۷ آذر - حسین مکی، روزنامه‌نگار و سیاستمدار (زاده ۱۲۹۰)
- ۱۹ آذر - مهدی تاکستانی، نوازنده تار (زاده ۱۳۰۴)
- ۲۵ آذر - غلامحسین بهمنیار، بازیگر (زاده ۱۳۰۶)
- ۳۰ آذر - جلیل ضیاءپور، نقاش، پژوهشگر و مؤلف (زاده ۱۲۹۹)

### زمستان
دی

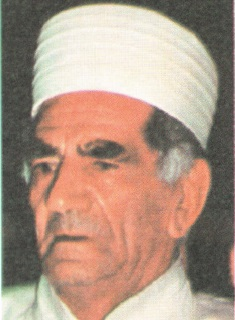
رستم شهزادی

نادر نادرپور

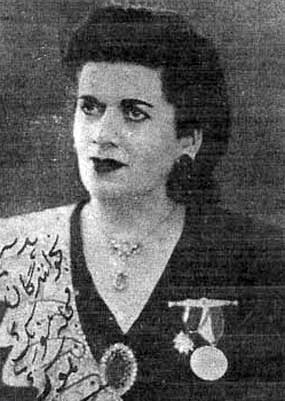
ملوک ضرابی

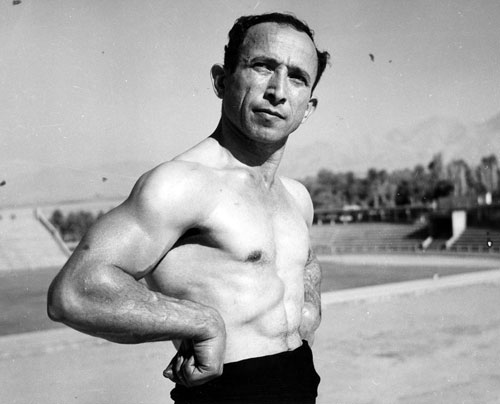
جعفر سلماسی

- ۱۵ دی - ملوک ضرابی، خواننده موسیقی سنتی ایران (زاده ۱۲۸۶)
- ۲۲ دی - فیروز بهجت محمدی، بازیگر (زادهٔ ۱۳۱۵)
- ۲۴ دی - بیژن جلالی، شاعر (زاده ۱۳۰۶)
- ۳۰ دی - جهانگیر حق‌شناس، وزیر راه در کابینه دوم محمد مصدق (زاده ۱۲۸۹)

بهمن
- ۱۱ بهمن - جعفر سلماسی، وزنه‌بردار (زاده ۱۲۹۰)
- ۱۲ بهمن - شاپور بنیاد، شاعر (زاده ۱۳۲۶)
- ۲۱ بهمن - علی اردلان، اولین وزیر دارایی جمهوری اسلامی (زاده ۱۲۹۳)
- ۲۹ بهمن - نادر نادرپور، شاعر معاصر (زادهٔ ۱۳۰۸)

اسفند
- اسفند - انوشیروان پویان، وزیر بهداری در دولت امیرعباس هویدا (زاده ۱۳۰۸)
- اسفند - تیمسار ارتشبد رضا عظیمی، فرمانده نیرو زمینی ارتش، ژنرال آجودان محمدرضا پهلوی، و وزیر جنگ در کابینه دوم جعفر شریف‌امامی (زاده ۱۲۸۸)
- ۴ اسفند - سید علینقی نقوی، سیاستمدار (زاده ۱۳۱۳)
- ۲۳ اسفند - رستم شهزادی، از مترجمین گاهان و متونِ مزدیسنا، موبد و موبدان‌موبدِ (زاده ۱۲۹۱)
- ۲۸ اسفند - بابکن آودیسیان، تهیه‌کننده سینما ایرانی ارمنی‌تبار بود.